# سيلفيوم مشرشرة
سيلفيوم مشرشرة أو تسمى البوصليّة أو القلفونية (الاسم العلمي: Silphium laciniatum) هو نوع من كاسيات البذور في الفصيلة النجمية. أصولها تعود إلى أمريكا الشمالية، حيث تكثر في أونتاريو الكندية وشرق ووسط الولايات المتحدة وغربا حتى نيو مكسيكو.
نبات البوصلة خشن ويصل ارتفاعه إلى نحو ثلاثة أمتار، وهو مُغَطى بوبر قصير خشن. طول أوراقه نحو 45 سم، وهي مقسمة إلى عدة فصوص. والأوراق السفلية لنبات البوصلة تصطف مائلة في اتجاه شمال ـ جنوب. وبهذه الطريقة، فإن الأوراق تتحاشى شمس النهار القوية، ولكنها تحصل على ضوء الشمس الكامل في الصباح الباكر وفي آخر النهار. ويعرف نبات البوصلة باسم طفيليات القبطان.